# BioRegio-Initiative
Die BioRegio-Initiative war eine von 1997 bis 2005 laufende Förderinitiative des Bundesministeriums für Bildung und Forschung (BMBF) zur Stärkung der Nutzung der Biotechnologie in Deutschland sowie zur Verbesserung der wirtschaftlichen Umsetzung der Ergebnisse aus der biotechnologischen Forschung.

## BioRegio-Wettbewerb
Jürgen Rüttgers rief 1995 als Bundesminister für Bildung und Forschung regionale Konsortien aus Hochschulen, Forschungsinstituten, Unternehmen und weiteren Akteuren (Patentanwälte, Investoren, IHKs etc.) zur Teilnahme am BioRegio-Wettbewerb auf. 17 Regionen bewarben sich für eine Förderung. Im November 1996 wurden die BioRegion Rheinland (später umbenannt in „BioRiver“), die BioRegion Heidelberg (später umbenannt in BioRegion Rhein-Neckar-Dreieck) sowie die BioRegion München als Sieger ausgewählt. Zudem erhielt auch die ostdeutsche BioRegion Jena aufgrund eines Sondervotums eine Förderzusage. Insgesamt wurden diese vier Regionen von 1997 bis 2005 mit  90 Millionen Euro unterstützt. Gefördert wurden sowohl konkrete Forschungs- und Entwicklungsprojekte als auch begleitende Aktivitäten des Cluster-Managements.

## Wirkung
Der BioRegio-Wettbewerb löste eine Welle an Unternehmensgründungen in der Biotechnologie in ganz Deutschland aus. Die Zahl der jedes Jahr neu gegründeten Unternehmen schnellte Ende der 1990er Jahre auf über 100 nach oben. Viele Bundesländer eiferten der Bundespolitik nach und legten ebenfalls gezielte Förderprogramme für die Biotechnologie auf. Dadurch konnten auch Regionen, die im bundesweiten BioRegio-Wettbewerb nicht erfolgreich waren, ihre Konzepte umsetzen. Durch diesen Nachahmer-Effekt wurde allerdings das ursprüngliche Ziel des BioRegio-Wettbewerbs verfehlt, die Biotechnologie-Branche in den ausgewählten BioRegionen um die Städte München, Heidelberg, Köln und Jena zu konzentrieren. Dennoch konnte die  2006 veröffentlichte Evaluationsstudie nachweisen, dass die geförderten BioRegionen einen Vorsprung gegenüber anderen Regionen erlangt haben.
Der BioRegio-Wettbewerb hat die deutsche Biotechnologie-Landschaft nachhaltig geprägt. Die in der Bewerbungsphase für den BioRegio-Wettbewerb formierten bzw. durch spätere Landesförderprogramme dazugekommene Clustermanagement-Strukturen bestehen in vielen Fällen bis heute fort. Rund 30 BioRegionen in Deutschland sind in einem Arbeitskreis des Biotechnologie-Branchenverbands BIO Deutschland organisiert. Die ursprünglich vom BMBF als Begleitung der BioRegio-Initiative veranstalten jährlichen Biotechnologietage werden mittlerweile von BIO Deutschland zusammen mit der jeweils gastgebenden BioRegion organisiert.
In der Forschungspolitik wurde der BioRegio-Wettbewerb zur Blaupause für die Förderung von Kompetenznetzen und Kompetenzzentren. Auch der 2006 vom BMBF aufgelegte Spitzencluster-Wettbewerb, der für Bewerbungen aus allen Technologiegebieten offenstand, wurde nach dem Vorbild von BioRegio gestaltet.

## BioProfile-Wettbewerb
An die BioRegio-Initiative knüpfte die im November 1999 gestartete und mit 100 Millionen DM dotierte Förderinitiative „BioProfile“ des BMBF an, mit welcher ein regionaler Wettbewerb ausgeschrieben wurde, im Unterschied zur BioRegio-Initiative jedoch mit thematisch begrenzten Feldern der Biotechnologie. Aus ursprünglich 30 Bewerbungen wurden drei Regionen prämiert, von denen die Region Potsdam/Berlin mit ihrem Profil „Ernährungsbedingte Krankheiten“ mit 35 Millionen DM, die Region Braunschweig/Göttingen/Hannover mit ihrem Profil „Verbesserte Diagnostik und Therapie“ mit 30 Millionen DM sowie die Region Stuttgart/Neckar-Alb (später umbenannt in BioRegio STERN) mit ihrer Schwerpunktsetzung in der „Regenerationsbiologie“ mit ebenfalls 35 Millionen DM gefördert wurden.